# 丹尼爾·桑切斯

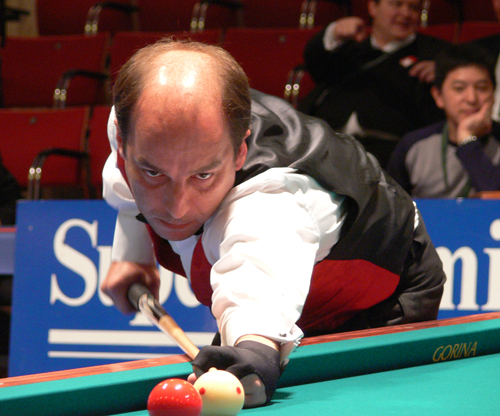
丹尼爾·桑切斯

丹尼爾·桑切斯·加爾維斯（西班牙語：Daniel Sánchez Gálvez ，1974年3月3日－），是西班牙一位職業開侖撞球運動員，出生於聖科洛馬-德格拉馬內特。他為FC Porto效力，過去21年來一直代表該俱樂部。
他在1996年首次進入UMB世界顆星錦標賽的決賽，但敗給克里斯蒂安·魯道夫獲得第二名。他在1998年成功奪得冠軍，決賽中擊敗了14次世界冠軍托比昂·布隆達爾。他在2005年決賽對陣讓·保羅·迪布魯因再次贏得了比賽，2010年對陣艾迪·列朋斯，並在2016年對陣Kim Haeng-jik。
桑切斯曾兩次獲得CEB歐洲三顆星錦標賽冠軍（1997年和2000年），並且是31次西班牙國家冠軍。
他還在2001年、2005年和2017年的三次世界運動會比賽中贏得了三枚金牌，前兩次決賽擊敗了狄克·雅斯柏斯，最後一次決賽擊敗了馬爾克·桑聶提。到2015年，他贏得了他的第五次世界杯年度總冠軍。